# Gaby Hauptmann
Gaby Hauptmann (Trossingen, 1957) è una scrittrice e giornalista tedesca.

## Biografia
Nata e cresciuta a Trossingen, si è laureata in giornalismo a Costanza ed ha iniziato a lavorare come redattrice di viaggi e poi come caporedattrice nelle prime radio private tedesche. Passata alla televisione come sceneggiatrice e produttrice ha esordito nella letteratura per ragazzi nel 1994 ed è diventata famosa col primo dei suoi romanzi rosa Uomo impotente cercasi per serena convivenza 1995. Alcuni suoi libri sono stati trasposti in film TV.

## Opere
- Alexa – die Amazone (1994)
- Uomo impotente cercasi per serena convivenza (Suche impotenten Mann fürs Leben - 1995)
- Nur ein toter Mann ist ein guter Mann (1996)
- Bugie a letto, (1997)
- Ma poi le donne ce la fanno (Eine Handvoll Männlichkeit  - 1998)
- Die Meute der Erben (1999)
- Frauenhand auf Männerpo und andere Geschichten (2000)
- Ein Liebhaber zuviel ist noch zuwenig (2000)
- Mehr davon (2001)
- Cinque stelle maschio incluso (Fünf-Sterne-Kerle inklusive - 2002)
- Rocky der Racker (2003, zusammen mit ihrer Schwester Karin Hauptmann)
- Hengstparade (2004)
- Yachtfieber (2005)
- Ran an den Mann (2006)
- Liebesspiel. Vier Stories über Frauen, die wissen, was sie wollen (2007)
- Nicht schon wieder al dente (2007)
- Rückflug zu verschenken (2009)
- Das Glück mit den Männern und andere Geschichten (2009)
- Ticket ins Paradies (2010)
- Wo die Engel Weihnachten feiern (2010)
- Hängepartie (2011)
- Liebesnöter (2012)